# Jaroslav Jareš
Jaroslav Jareš (Prága, 1930. március 21. – 2016. szeptember 5.) cseh labdarúgó, edző.

## Pályafutása

### Játékosként
A Sparta Michle korosztályos csapatában kezdte a labdarúgást. 1948 és 1953 között a Sparta Krč első csapatában szerepelt. 1954-55-ben a Spartak Praha Sokolovo játékosa volt. Tagja volt az 1954-es bajnokcsapatnak. 1956-57-ben a Dynamo Praha, 1958-59-ben ismét a Spartak Praha csapatában szerepelt. 1960 és 1965 között a Spartak Radotín együttesében játszott.

### Edzőként
Utolsó csapatában a Spartak Radotínban 1961-től játékos-edző volt 1965-ig, majd tovább három évig a csapat edzőjeként tevékenykedett. 1969 és 1972 között a Spartak Mělník szakmai munkáját irányította. 1973 és 1979 között illetve 1984 és 1986 között a Slavia Praha vezetőedzője volt. 1987 és 1990 között a Dukla Praha csapatánál dolgozott.

## Sikerei, díjai
Spartak Praha Sokolovo
- Csehszlovák bajnokság
  - bajnok: 1954